# Laflammeïta
La laflammeïta és un mineral de la classe dels sulfurs. Va ser anomenat així en honor de Joseph Hector Gilles Laflamme, un mineralogista canadenc en reconeixement de les seves contribucions a la caracterització dels minerals del grup del platí.

## Característiques
La laflammeïta és un sulfur de fórmula química Pd₃Pb₂S₂. Cristal·litza en el sistema monoclínic. Segons la classificació de Nickel-Strunz forma part del grup 2.BC.60 (Sulfurs metàl·lics amb Rh, Pd, Pt...).

## Formació i jaciments
S'ha descrit a Lapònia, Sibèria i Stillwater (Canadà). Descrit junt amb altres minerals del grup del platí en intrusions ultrabàsiques. Es troba estretament relacionat amb la parkerita (Ni₃Bi₂S₂).